# Allen (Dakota del Sur)
Allen es un lugar designado por el censo ubicado en el condado de Bennett en el estado estadounidense de Dakota del Sur. En el Censo de 2010 tenía una población de 420 habitantes y una densidad poblacional de 49,99 personas por km².

## Geografía
Allen se encuentra ubicado en las coordenadas 43°16′45″N 101°55′35″O / 43.27917, -101.92639. Según la Oficina del Censo de los Estados Unidos, Allen tiene una superficie total de 8.4 km², de la cual 8.4 km² corresponden a tierra firme y (0%) 0 km² es agua.

## Demografía
Según el censo de 2010, había 420 personas residiendo en Allen. La densidad de población era de 49,99 hab./km². De los 420 habitantes, Allen estaba compuesto por el 3.33% blancos, el 0% eran afroamericanos, el 96.43% eran amerindios, el 0% eran asiáticos, el 0% eran isleños del Pacífico, el 0% eran de otras razas y el 0.24% pertenecían a dos o más razas. Del total de la población el 0.95% eran hispanos o latinos de cualquier raza.
Está considerado el lugar más pobre en todos los Estados Unidos